# Надітичі
Наді́тичі — село в Україні, у Стрийському районі Львівської області. Населення становить 478 осіб. Орган місцевого самоврядування — Розвадівська сільська рада.

## Історія
Село розташоване на березі Дністра при впадінні в нього річки Бридниці. Одна з ранніх писемних згадок про село відноситься до 1412 року. Про село згадував польський хроніст Ян Длугош, описуючи переїзд короля Ягайла через Руські землі.
У 1498 та в 1512 р. село одержувало звільнення від королівської канцелярії від сплати податків строком на 6 років. Звільнення видавалось внаслідок величезних спустошень, вчинених тут татарськими ордами.
1578 року власником села був львівський патрицій, багатий купець Костянтин Корнякт. За походженням він був грек з о. Крит, але активно підтримував Ставропігійське братство у Львові.
13 лютого 1695 року в Надітичах та навколишніх землях кочували при переправі через Дністер відступаюча з-під Львова татарська орда. Її загони палили навколишні села.
1705 року знову було пограбоване село королівським польським військом. У селі було озеро Журавенець. Можливо, що назва його походила від журавлів — рідкісних зараз представників нашого пташиного світу. Населення села було виключно українським. 1851 року в Надітичах була заснована парафіяльна школа — дяківка. 
1880 року село належало до Жидачівського повіту, тут проживали 424 особи. Весь сільський ліс (457 моргів) належав графу Скарбеку, йому ж належали 557 моргів сільськогосподарських угідь, селянам же належали 918 моргів. У селі працювала каса взаємодопомоги.
15 вересня 1939 року населення села майже добу чинило збройний опір решткам розбитої польської армії. Село було переважно спалене (залишилося 20 будинків з 200), а населення піддане жорстоким катуванням, серед убитих поляками — парох і директор школи.

## Населення

### Мова
Розподіл населення за рідною мовою за даними перепису 2001 року:
| Мова       | Кількість | Відсоток |
| ---------- | --------- | -------- |
| українська | 499       | 100%     |

## Відомі люди
- Більський Василь Романович (1974—2015) — сержант Збройних сил України, учасник російсько-української війни[6].
- Матла Омелян Антонович (1906 — ?) — діяч ОУН.
- Мельничин Микола Григорович — хорунжий УПА, заступник командира сотні в ТВ-14 «Асфальт», кур'єр ЗЧ ОУН. Лицар Золотого Хреста Бойової Заслуги 1-го кл.
- Юрій Мельничин (1908—1988) — український церковний діяч, ієромонах-василіянин, душпастир на Холмщині та в Аргентині, педагог.
- Панчак Василь — сотник УГА, персональний референт Державного секретаріату військових справ.

## Пам'ятки
Надітичі — ботанічний заказник місцевого значення.